# Bill Birch
William Francis Birch, mais conhecido como Bill Birch (Hastings, 9 de abril de 1934), é um ex-político da Nova Zelândia. Foi ministro das Finanças durante vários anos no Quarto Governo Nacional da Nova Zelândia.